# Serhij Danyl'čenko
Serhij Petrovyč Danyl'čenko (in ucraino Сергій Петрович Данильченко?; Charkiv, 27 aprile 1974) è un ex pugile ucraino.

## Palmarès

### Olimpiadi
- 1 medaglia:
  - 1 bronzo (Sydney 2000 nei pesi gallo)

### Mondiali dilettanti
- 1 medaglia:
  - 1 bronzo (Belfast 2001 nei pesi gallo)

### Europei dilettanti
- 1 medaglia:
  - 1 oro (Minsk 1998 nei pesi gallo)